# Jättesvampmal
Jättesvampmal (Scardia boletella) är en fjärilsart som beskrevs av Fabricius 1794. Jättesvampmal ingår i släktet Scardia och familjen äkta malar. Enligt den svenska rödlistan är arten nära hotad i Sverige. Arten förekommer i Götaland, Svealand, Nedre Norrland och Övre Norrland. Artens livsmiljö är skogslandskap. Inga underarter finns listade i Catalogue of Life.